# Mohja Al Kortoubiya
Mohja Bint Ettayani (مهجة بنت  التياني) est une poétesse andalouse de la ville de Cordoue ayant vécu au XIe siècle. De milieu modeste, elle parvient à se faire distinguer par sa poésie et à rivaliser avec ses contemporaines. On la considère comme l'une des dernières figures de la poésie féminine de l'époque. Elle parvient par la finesse de sa poésie à attirer l'attention de Wallada qui l'invite à participer à son salon et à animer ses récitals de poésie. Une discorde a cependant éclaté entre ces deux figures incitant Mohja à la rédaction d'une satire vis-à-vis de sa rivale.